# Carolina Barco

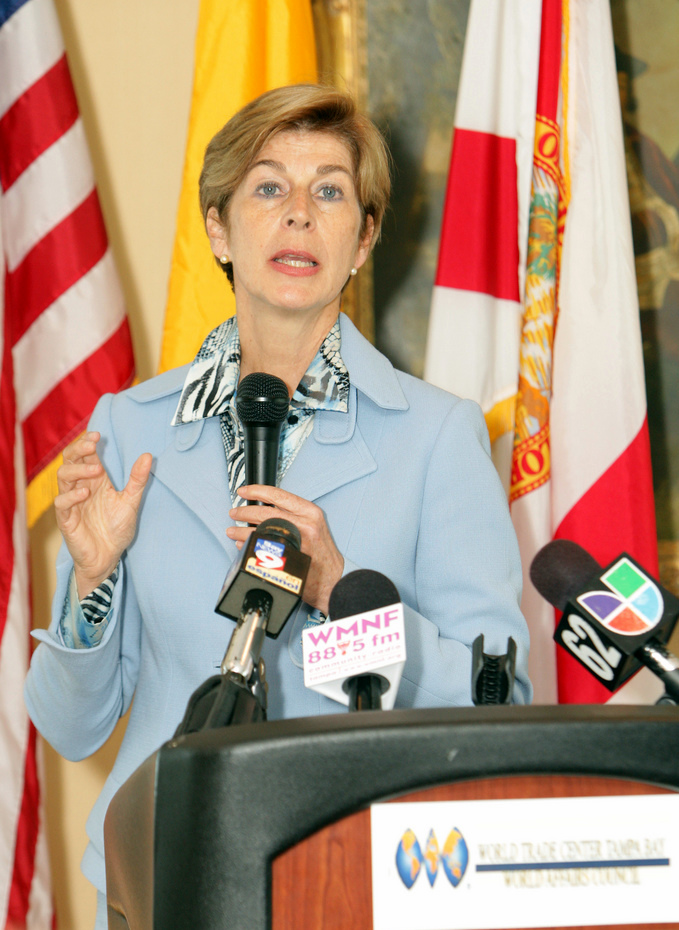
Carolina Barco

Carolina Barco Isakson (* 1951 in Boston, Massachusetts) ist eine kolumbianische Politikerin und Diplomatin.
Carolina Barco ist die Tochter der früheren kolumbianischen Präsidenten Virgilio Barco. Sie war seit dem Amtsantritt von Präsident Álvaro Uribe im  August 2002 Außenministerin in dessen Regierung. Am 10. Juli 2006 legte sie ihr Amt nieder und löste im Anschluss Andrés Pastrana als Botschafter in den Vereinigten Staaten ab, nachdem dieser zuvor Anfang Juli aus Protest gegen die geplante Berufung seines langjährigen politischen Gegners Ernesto Samper auf den Posten des kolumbianischen Botschafters in Paris von seinem Amt zurückgetreten war. 2010 beendete sie ihre Tätigkeit als Botschafterin in den Vereinigten Staaten und wurde im selben Jahr Beraterin der Interamerikanischen Entwicklungsbank, wo sie bis 2018 arbeitete. Am 18. Januar 2019 wurde sie zur Botschafterin Kolumbiens in Spanien und Andorra ernannt.